# Marc Frons
Marc Frons (ur. 2 kwietnia 1956 r. w Nowym Jorku) – szef biura informacyjnego w New York Timesie oraz dyrektor serwisu NYTimes.com. Od lipca 2006 r. do marca 2012 r. pełnił funkcję głównego szefa technologii w New York Timesie. Od 2006 r. zajmuje się nadzorem i rozwijaniem serwisu NYTimes.com.

## Kariera
Karierę zaczynał w 1977 r. jako dziennikarz w czasie nauki w Brooklyn College, gdzie studiował psychologię. Był w tym czasie korespondentem dla New York Timesa. Po ukończeniu szkoły przez kilka miesięcy pracował dla małej gazety w Rock Springs, po czym związał się z magazynem The Times. W 1979 r. rozpoczął karierę w Newsweeku, a między 1984 a 1995 r. pełni różne redaktorskie funkcje w Business Week. Wtedy też wystartowała SmartMoney.com, jedna z pierwszych witryn finansowych, w której został redaktorem i głównym szefem technologii.
W 1998 r. pojawiła się Mapa Rynku (The Map of The Market) zaprojektowana przez Martina M. Wattenberga, której Frons był współtwórcą. Mapa działała na zasadzie „drzewa”. Była to pionierska technika stworzona przez Bena Shneidermana, w której ekran podzielono na prostokątne kafelki przedstawiające przedsiębiorstwa handlowane. Obszar prostokąta odpowiada rynkowej kapitalizacji przedsiębiorstwa, a kolor wskazuje jak zmienił się kurs akcji od ostatniego zamknięcia notowań. Projekt odniósł ogromny sukces i dziś jest standardowym sposobem wizualizacji danych finansowych.
W SmartMoney.com Frons pracował przez siedem lat, do początku 2002 r. W latach 2003–2006 pełnił funkcje wiceprezesa i głównego szefa technologii w Dow Jones & Company. Wcześniej od stycznia 2002 do czerwca 2003 pracował w AOL Time Warner jako wiceprezes i dyrektor generalny AOL Personal Finance.
W 2006 r. objął stanowisko dyrektora serwisu NYTimes.com. W ramach jego rozwoju wprowadził Times Extra, specjalną podstronę, która gromadzi nagłówki wiadomości z różnych stron informacyjnych oraz blogów i dopasowuje je do artykułów zamieszczanych na stronie głównej NYTimes.com. Linki te stanowią formę uzupełnienia bądź źródła.

## Życie prywatne
Mieszka w Nowym Jorku z żoną Merry Frons, która jest psychoterapeutką oraz psem Jasperem. Mają dwie dorosłe córki, które pracujące mediach. Jest kuzynem Briana Fronsa.